# Tooth Gábor Andor
Tooth Gábor Andor (Tatabánya, 1960. november 19.–) képzőművész, tervezőgrafikus.

## Életrajzi adatok
1987–1992 között a Magyar Iparművészeti Egyetem alkalmazott grafika–tipográfia szakán tanult. 1991–1999 között a Magyar Narancs művészeti vezetőjeként dolgozott. 1992-ben a Fiatal Képzőművészek Stúdiója Egyesület tagja lett. 1994-től a Magyar Alkotóművészek Országos Egyesülete tagja. 1995–1997 között a Magyar Iparművészeti Egyetem Mesterképző Intézetében Vizuális Kommunikáció szakon tanult. 2006-tól a Visart Művészeti Akadémián oktat. 2013-ban a Magyar Elektrográfiai Társaság tagja lett.

## Egyéni kiállítások
- 1983 Tatabánya
- 1987 Budapest
- 1988 Kőszeg
- 1989 Budapest
- 1991 Tatabánya (Menesi Attilával)
- 1994 Budapest (Pál Csabával)
- 1995 Budapest (Fazakas Péterrel)
- 1996 Budapest (Fazakas Péterrel)
- 1997 Huszonnyolc nap, huszonnyolc kép, Feldafing, Villa Waldberta (Németország)
- 1999 Budapest (Bada Dadával)
- 2009 Tatabánya

## Munkák közgyűjteményben
- BP Oil Collection, Brüsszel
- Zsidómúzeum, Budapest
- Magyar Elektrográfiai Társaság, Budapest

## Ösztöndíjak
- 1989: Nyergesi-ösztöndíj
- 1997: a Fővárosi Önkormányzat és a Budapest Galéria ösztöndíja Münchenbe
- 1998: a Szerb Országos Önkormányzat ösztöndíja Szentendrei Szerb Kulturális Egyesületben

## Külső hivatkozások
- www.plusminus.hu
- www.artportal.hu
- www.visart.hu